# 银滩站
银滩站，位于中华人民共和国海南省儋州市光村镇，是海南西环高速铁路上的高铁站，由中国铁路广州局集团管辖。

## 歷史
- 2015年12月30日通车启用[1]。

## 車站周邊
- 光村镇良种场

## 外部連結
- 中国铁路客户服务中心 （页面存档备份，存于）